# Polis Paralela
A Polis Paralela é um conceito sociopolítico criado pelo pensador político checo Václav Benda em conexão com a iniciativa civil informal Carta 77. Benda e outros filósofos queriam criar uma estrutura teórica para eventos sociais em círculos dissidentes.

## Estrutura social
A cultura alternativa, ou underground, foi descrita pela primeira vez como um Polis Paralelo em 1978. Benda, um cientista político, descreveu o surgimento de uma nova estrutura social em círculos artísticos e intelectuais como uma ferramenta para escapar do regime comunista totalitário e determinou os seguintes pilares deste novo "campo":
- Constante monitoramento e verificação de direitos e liberdades civis, que o estado tende a restringir. A Polis Paralela consiste em pessoas que militam ativamente para a proteção de seus direitos.
- A cultura alternativa (underground) é independente, e consiste em arte que é desenvolvida sem o aval ou suporte de autoridades públicas.
- Educação ou ciência paralela, representando o direito da educação livre e do desenvolvimento da pesquisa científica (seminários residenciais e sociedades e instituições educacionais).
- Um sistema de informação paralelo como uma expressão do direito à disseminação de informação (como as publicações Samizdat e coleções e revistas não-oficiais)
- Economia paralela: "Um poder político que considera esta área como um recurso crítico para o controle dos cidadãos e a regula estritamente ao mesmo tempo". A economia do dissidente é baseada em reciprocidade e confiança no indivíduo. É o início de um princípio da busca por recursos que não são dependentes do controle de ferramentas monetárias.
- Criação de estruturas políticas paralelas e a promoção de seu desenvolvimento. Estas estruturas precisam ser encubadas na Polis Paralela e desenvolvidas a tal ponto que elas possam substituir o regime autoritário vigente.
- Política externa parela precisa ser um instrumento da sociedade paralela para a estabilização internacional e base do movimento de busca de recursos financeiros e mentais.

Estes padrões da estrutura paralela não são absolutos; pelo contrário, eles ocorrem em todas as frontes de resistência ao estado autoritário. De acordo com Václav Havel, Ivan Martin Jirous, Milan Šimečky e outros dissidentes que estavam discutindo o conceito, o objetivo da Polis Paralela é a criação de uma sociedade independente que não é oprimida por leis e decisões dos representantes de autoridades públicas. Esta sociedade seria baseada em seus próprios valores, que não são impostos por uma autoridade central.

## Uso em criptoanarquismo
O conceito foi resgatado por estudiosos que se conheceram na Universidade de Washington, mas que agora trabalham em outras instituições. Eles postulam que as ideias de Brenda deveriam ser praticadas na internet, que facilita a criação de instituições paralelas. Em 2014, um espaço físico inspirado no conceito foi aberto no distrito de Holešovice, em Praga. Desde então, outros indivíduos criaram um espaço físico similar na Bratislava e espera-se que outros dois espaços sejam abertos em Viena e Barcelona. Os locais servem como um think tank para indivíduos interessados nas ideias de inovação sem uma autoridade central. O objetivo é a construção de estruturas paralelas voluntárias com o esforço de se manterem livres do estado. Eles também operam como cafés que aceitam pagamentos apenas em criptomoedas. O espaço ganhou atenção midiática pelo seu ativismo político, como o boicote ao registro eletrônico de vendas da República Checa ou depois de receber uma declaração do Banco Nacional da Chéquia proibindo o uso da palavra "moeda" para uma moeda simbólica metálica conectada a uma moeda virtual.